# エドワード・モーンダー
エドワード・モーンダー（Edward Walter Maunder、1851年4月12日 - 1928年3月21日）はイギリスの天文学者。太陽黒点の研究で知られ、1645年から1715年までの黒点出現頻度の少なかった期間（モーンダー極小期）のあったことを確立したことで知られる。「マウンダー」と表記されることもある。

## 生涯
1851年、ロンドンでメソジストの牧師の家に生まれた。キングス・カレッジ・ロンドンに入学したが卒業することはなかった。学業の資金を調達するためロンドンの銀行で職を得た。1873年にグリニッジ天文台で分光助手の職に就き、太陽黒点の撮影と測定も行った。1904年に約11年周期で黒点の出現する緯度が変化することを蝶型図で示し発表した。天文台に残された黒点の観測資料を調べ1645年から1715年の間に太陽活動が低くなった時代が存在したことを提唱する論文を1894年と1922年に発表したが当時は注目されなかった。1970年代にモーンダーの研究が再発見され、この黒点の少ない時代はモーンダー極小期と呼ばれることになった。
火星を観測し、火星に運河があるという説には反対した。1890年に天文学に興味のある人々に門戸を開いた大衆的な英国天文協会（大英天文学会、British Astronomical Association）の設立を推進した。会誌の初代の編集長を務めた。
2度目の妻のアニー・モーンダー（Annie Scott Dill Maunder：旧姓 Russell：1868年 - 1947年）も王立天文学会に入会を認められた天文学者であり、夫と共同研究した。
火星と月に「モーンダー (Maunder)」と名付けられたクレーターがあり、火星のものはエドワードの、月のものはエドワードとアニーの業績を記念して命名された。